# 시로이와촌
시로이와촌(白岩村)은 후쿠시마현 아다치군에 있었던 촌이다. 1955년 4월 30일 시로이와촌 및 와기사와촌의 일부가 합병하여 시라사와촌이 신설되고 폐지되었다.

## 지리
- 시라사와촌의 동부가 시로이와촌이 있던 곳이다.

## 역사
- 1889년 4월 1일 - 정촌제 시행에 의해 시로이와촌, 나가야촌, 이나자와촌, 마쓰자와촌이 합병해 아사카군 시로이와촌이 성립하였다.
- 1955년 4월 30일 - 시로이와촌 및 와기사와촌의 일부가 합병하여 시라사와촌이 신설되고, 시로이와촌 등은 폐지되었다.

## 인구
- 1889년 3,778
- 1920년 4,583
- 1947년 6,078

## 참고 문헌
- 角川日本地名大辞典編纂委員会『角川日本地名大辞典 7 福島県』、角川書店、1981年 ISBN 4040010701
- 日本加除出版株式会社編集部『全国市町村名変遷総覧』、日本加除出版、2006年、ISBN 4817813180